# Estádio Municipal de Portimão
Das Estádio Municipal de Portimão (vormals: Estádio do Portimonense Sporting Clube) ist ein Fußballstadion in der südportugiesischen Stadt Portimão, Region Algarve. Es ist das Heimstadion des Fußballvereins Portimonense SC.

## Geschichte
Das Stadion wurde 1937 im Zentrum der Stadt Portimão errichtet. Das Grundstück überließ ein Anhänger dem Verein, um darauf ein Stadion zu bauen. Im Jahr 2006 forderten die Nachfahren des Grundstücksspenders das Bauland zurück. Der Fall ging vor Gericht und der Portimonense SC musste übergangsweise für mehrere Monate in das ca. 70 Kilometer entfernte Estádio Algarve nach Faro ausweichen.  
Im Februar 2007 kehrte der Verein in das alte Stadion zurück. Die Stadt kaufte im Juli 2007 das Grundstück und das Stadion wurde in Estádio Municipal de Portimão (deutsch: Städtisches Stadion von Portimão) umbenannt. Zu dieser Zeit begannen auch Renovierungsarbeiten am Stadion. Es wurden u. a. grüne Kunststoff-Sitze montiert, eine Videoüberwachungsanlage und Drehkreuze an den Eingängen installiert.
2010 schaffte der Portimonense SC den Aufstieg in die SuperLiga, der ersten portugiesischen Liga. Für die Saison 2010/11 wurde das Stadion erneut renoviert und ausgebaut. Es wurde eine Tribüne für rund 800.000 Euro errichtet, ein Drainage-System unter dem neuen Rasen verlegt. Des Weiteren wurde die Flutlichtanlage verbessert, die Pressetribüne renoviert, die Kabinen und sanitären Anlagen erneuert. Nach diesen Umbaumaßnahmen bietet das Stadion nun 9.544 Plätze. Bis zum Abschluss der Bauarbeiten trug der Portimonense SC seine Spiele im Estádio Algarve in Faro aus.